# Col Batié
Pour les articles homonymes, voir Batié.
Le col Batié est un col situé sur l'un des tronçons de route bitumée les plus en altitude du Pays bamiléké, dans l'ouest du Cameroun.
Ici, la route nationale N 5 reliant Bandjoun à Bafang est fait d'un tracé escarpé et accidentogène. Le paysage offre une vue unique sur les précipices aux bords de la route et sur la chaîne de montagnes qui domine le plateau Bamiléké à Bana.

## Activités

### Tourisme
Un centre touristique aménagé à 1 600 m d’altitude offre une vue panoramique.

### Sport
Le col de Batié a déjà servi de parcours au Tour du Cameroun.